# Beniamin Finke de Finkenthal
Beniamin Finke de Finkenthal (ur. w 1741 w Szlichtyngowej, zm. w 1830 w Warszawie) – kupiec, bankier, urzędnik municypalny.

## Życiorys
Był synem młynarza, pochodzącego z Gryzonii. Wychował się w podwarszawskim Marymoncie, następnie mieszkał w Warszawie. W 1773 roku przeprowadził się do Lublina. Opowiedział się za Konstytucją 3 maja.
W latach 1803–1805 i 1809–1817, był prezydentem Lublina. Nobilitowany w 1805 roku, otrzymał herb i prawo do używania nazwiska Fincke von Finckenthal (w istocie podpisywał się Finke de Finkenthal). Działał w Towarzystwie Dobroczynności w latach 1816–1822. Po śmierci żony wyjechał do Warszawy.